# ГЕС Іннерткірхен 1
ГЕС Іннерткірхен 1 (нім. Innertkirchen 1) — гідроелектростанція у центральній частині Швейцарії. Є однією з двох станцій (поряд з ГЕС Іннерткірхен 2) у нижньому ступені гідровузла Оберхаслі, створеного у верхів'ях річки Ааре (ліва притока Рейну) та її правої притоки Гадмервассер, які дренують північний схил Бернських Альп.

Вертикальна схема гідровузла Оберхасіл. На червоному тлі позначені електростанції: Хандек 1 — 5, Хандек 2 — 6, Іннерткірхен 1, 1Е — 4.

Горизонтальна схема гідровузла Оберхасіл. На червоному тлі позначені електростанції: Хандек 1 — 75, Хандек 2 — 6, Іннерткірхен 1, 1Е — 4.

Ресурс для роботи станції надходить із південної гілки гідровузла, розташованої по долині Ааре. Спершу на початку 1940-х років спорудили дериваційний тунель довжиною близько 10 км від станції Хандек 1. Через кілька років по ньому почала також транспортуватись вода із нижнього балансуючого резервуара ГЕС Хандек 2. Крім того, до прокладеного через гірський масив правобережжя Ааре тунелю надходить додатковий ресурс із двох водозаборів на її притоках. На початку 2010-х система пройшла модернізацію, яка включала прокладання другого тунелю паралельно існуючому, що зокрема дозволило у 2012—2016 роках спорудити ще одну чергу станції (Іннерткірхен 1Е).
Перша черга ГЕС складається з п'яти турбін типу Пелтон загальною потужністю 255 МВт, друга — з однієї турбіни того ж типу потужністю 154 МВт. При напорі у 642 метри вони забезпечують сукупне виробництво електроенергії на рівні 780 млн кВт·год на рік.
Перед поверненням в Ааре відпрацьована вода відводиться у нижній балансуючий резервуар об'ємом 80 тис. м3, який виконує ту ж функцію і для станції Іннерткірхен 2.